# Ист Хоџ (Луизијана)
Ист Хоџ (енгл. East Hodge) град је у америчкој савезној држави Луизијана.

## Демографија
По попису из 2010. године број становника је 289, што је 77 (-21,0%) становника мање него 2000. године.
| Група             | 2000.       | 2010.       |
| Белци             | 17 (4,6%)   | 20 (6,9%)   |
| Афроамериканци    | 348 (95,1%) | 259 (89,6%) |
| Азијати           | 0 (0,0%)    | 0 (0,0%)    |
| Хиспаноамериканци | 0 (0,0%)    | 8 (2,8%)    |
| Укупно            | 366         | 289         |